# Anna Zbysława Praxmayer

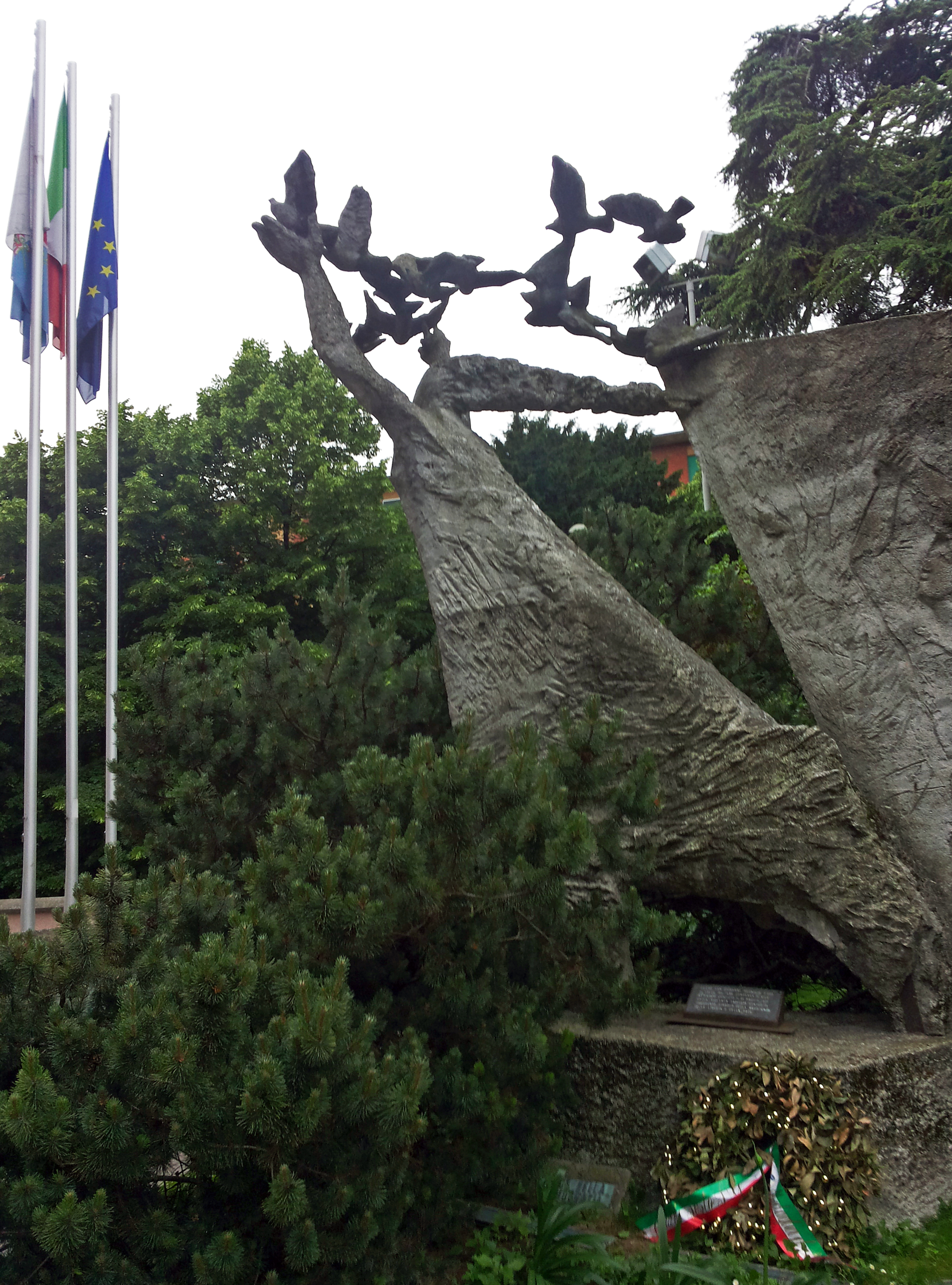
Sesto San Giovanni – Monumento alla Resistenza (Vittoria)

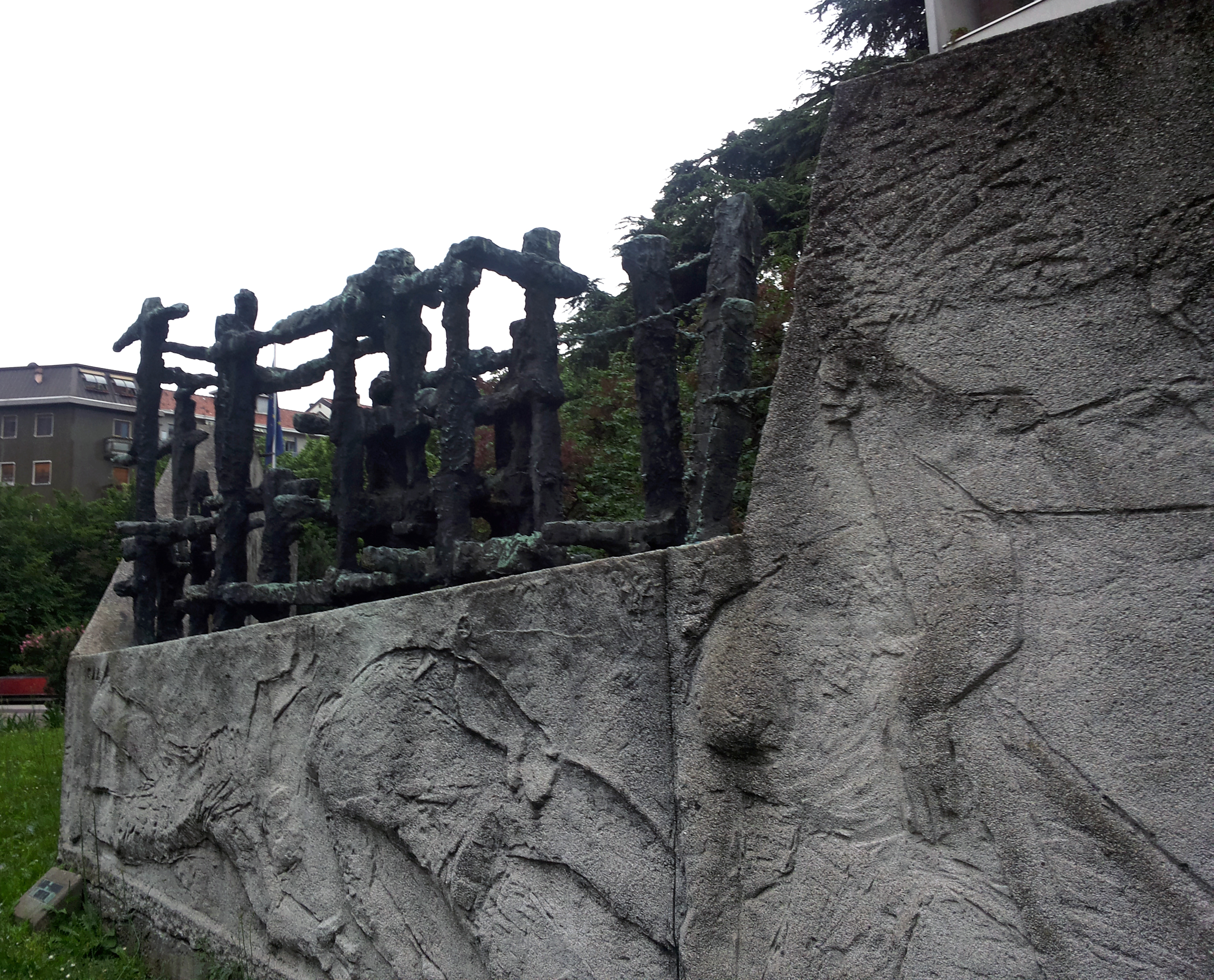
Sesto San Giovanni – Monumento alla Resistenza (pomnik w Sesto San Giovanni) (Vittoria)

Anna Zbysława Praxmayer (ur. 29 kwietnia 1937 we Lwowie) – polska artystka rzeźbiarka.

## Życiorys
Córka Jana Mariana Praxmayera (1908–1986) radcy prawnego oraz Antoniny z d. Niedźwieckiej. Obydwoje rodzice byli absolwentami Uniwersytetu Jana Kazimierza we Lwowie. Antonina – matematyk, uczennica sławnego matematyka Stefany Banacha, była wieloletnią wykładowczynią matematyki w AGH i UJ. Tworzyła Politechnikę w Szczecinie.
Anna Praxmayer urodziła się we Lwowie. Rodzina Praxmayerów mieszkała przy ul. Małachowskiego 2. Anna urodziła się jako drugie dziecko, W 1935 r. przyszedł na świat Tadeusza (starszy brat), w 1939 r. Andrzej (młodszy brat), doktor fizyki, inżynier w Centralnym Laboratorium Optyki w Warszawie, który zmarł w 1994 r.
W czasie wojny Praxmayerowie przenieśli się ze Lwowa do Krakowa.
W 1956 r. w Krakowie Anna Praxmayer ukończyła z wyróżnieniem Liceum Sztuk Plastycznych. Studiowała rzeźbę w krakowskiej Akademii Sztuk Pięknych. W roku 1961 zrobiła absolutorium w Katedrze Malarstwa Monumentalnego u prof. Wacława Taranczewskiego. Dyplom na Wydziale Rzeźby uzyskała u prof. Jerzego Bandury w 1962 r. jako pierwsza w Polsce otrzymała tytuł magistra artysty rzeźbiarza. Ukończyła również Studium Pedagogiczne.
Jerzy Bandura zgłosił jej kandydaturę do stypendium im. Stelli Sas-Korczyńskiej, ufundowanego dla upamiętnienia zmarłej żony przez włoskiego architekta Piera Bottoniego dla młodych rzeźbiarek, absolwentek polskich uczelni artystycznych. Anna pokonała kontrkandydatki i została wybrana przez mediolańską Accademia di belle Arti di Brera. Jako trzecia z kolei stypendystka (po Marii Stachurskiej i Pelagi Wojewodziance) przybyła do Mediolanu w 1962 r. Tam w mediolańskiej akademii sztuki wybrała pracownię Marino Marini. W czasie pobytu wyrzeźbiła rzeźbę Kołysanka. Za swoje prace rzeźbiarskie uzyskała I nagrodę w konkursie Accademia di Belle Arti di Brera. Po ukończeniu pobytu stypendialnego pozostała jeszcze rok w Mediolanie, otrzymawszy od architekta propozycję współpracy przy realizacji pomnika. Bottoni dostarczył artystce ogólny szkic koncepcyjny formy monumentu oraz wyjaśnił, jakie przedstawienia powinien on zawierać. Praxmayer wykonała makietę pomnika i znajdujące się na nim kompozycje figuralne, ilustrujące ideę Bottoniego, a następnie z pomocą pracowników technicznych zrealizowała ostateczną wersję. W 1963 roku nastąpiło otwarcie monumentalnego (35 metrowego) pomnika „Vittoria” (Pomnik Ruchu Oporu/Monumento alla Resistenza) w Mediolanie (Sesto S.Giovanni), poświęconego ruchowi oporu. Burmistrz Mediolanu wręczył jej list z podziękowaniami. Na pomniku znalazło się również jej imię i nazwisko. Po powrocie do Polski artystka utrzymywała nadal bliskie kontakty z Włochami, wykonała m.in. wystrój rzeźbiarski kościoła św. Maksymiliana Kolbe w Rawennie i przez wiele lat zasiadała w jury odbywającego się w tym mieście biennale małych form rzeźbiarskich, organizowanym przez franciszkańskie Centro Dantesco.
Trzynaście lat artystka poświęciła pracy pedagogicznej w Państwowym Liceum Sztuk Plastycznych w Krakowie. Uczestniczyła w wielu sympozjach rzeźbiarskich polskich i zagranicznych oraz jako Komisarz Artystów Polskich w latach 1985–1998 w pracach Międzynarodowego Jury konkursów organizowanych przez Centro Dantesco w Rawennie, we Włoszech. Pełni funkcję Rzeczoznawcy Ministerstwa Kultury i Sztuki w dziedzinie rzeźby współczesnej. Jest autorką rzeźb plenerowych, pomnika, wielu płaskorzeźb ceramicznych i małych form rzeźbiarskich, medali, rzeźb ołtarzowych, witraży, monumentalnej kompozycji w brązie na fasadzie kościołów w Stalowej Woli i płaskorzeźb ceramicznych dla Wojewódzkiego Szpitala Specjalistycznego w Sosnowcu, tablic pamiątkowych poświęconych np. Marszałkowi J. Piłsudskiemu. Zrealizowała również relikwiarze: do bazyliki Santa Maria in Porto w Rawennie z lat 1998–2000 oraz do Katedry Lwowskiej, gdzie spoczęły relikwie wyniesionego na ołtarze w czerwcu br. przez papieża Jana Pawła II ks. Zygmunta Gorazdowskiego.
Prace Anny Praxmayer były prezentowane na blisko trzystu wystawach rzeźby i medalierstwa, w Polsce i za granicą, w tym indywidualnych: na wystawie malarstwa w 1962 w Perugii, a w 1969 na Capri we Włoszech oraz wystawy rzeźby i medalierstwa „FIDEM” w Krakowie. Prace artystki znajdują się w zbiorach prywatnych w Polsce i za granicą (np. w zbiorach królowej Elżbiety II, w USA, we Francji, Włoszech, w Niemczech) oraz w muzeach w Watykanie, Puszkina w Moskwie i w licznych muzeach polskich: Muzeum Sztuki Medalierskiej we Wrocławiu, Muzeum Katedralnym w Krakowie czy Muzeum Sztuki w Łodzi i Muzeum Narodowym w Poznaniu. Za swoje prace artystka otrzymała szereg nagród i wyróżnień. I nagrodę w konkursie rzeźbiarskim Accademia di Belle Arti di Brera (1962) w Mediolanie, Grand Prix na Międzynarodowym Sympozjum Sztuk Pięknych w Rydze (1982), I nagrodę i zlecenie do realizacji w konkursie na Medal Uniwersytetu Jagiellońskiego (1995).
Została odznaczona za pracę twórczą w dziedzinie rzeźby w 1989 roku Złotym Krzyżem Zasługi. Medalem 600-lecia odnowienia Akademii Krakowskiej w roku 2000.
Mieszka i pracuje w Krakowie. Jej pracownia mieści się przy ul. Emaus.

## Realizacje monumentalne
- 1963 – Pomnik „Vittoria” w Mediolanie[14][15]
- 1976 – Rzeźba ołtarzowa Chrystus „Salwator” i Droga Krzyżowa w kościele XX Salwatorianów pw. Boskiego Zbawiciela w Krakowie na Zakrzówku[15][16]
- 1983 – Kompozycje w brązie na fasadzie bazyliki M.B. Królowej Polski w Stalowej Woli
- 1986–1987 – Wojewódzki Szpital Specjalistyczny św. Barbary w Sosnowcu[17][18]
- Aranżacja Domu Hutnika w Krynicy
- Sanatorium „Dzwonkówka” w Szczawnicy
- 1999 – Ołtarz z marmuru Carrara oraz wystrój rzeźbiarski w kościele Św. Maximiliana Kolbego, Rawenna, Lido Adriano, Włochy[11][15]
- 2004 – Jubileuszowy Ołtarz i Ambona w kościele Ojców Kamedułów na Bielanach w Krakowie
- Wielka Kaplica w Centrum Miłości Zwycięskiej, Centrum św. Maksymiliana Marii Kolbego, Harmęże (płaskorzeźba ceramiczna)

## Medale
- 1979 – Jana Pawła II, dar Naukowców Miasta Krakowa dla Papieża[19]
- 1988 – Medal na 75-lecie Teatru Polskiego, Warszawa[19]
- 1997 – Medal Projetto Dante, Ravenna, Włochy[20]
- Medal Gorazdowskiego
- Medal Marty Wieckiej
- 2005 – Dr. J. Czerwiakowskiego, Bene Merentibus dla Krakowskiego Oddziału Stowarzyszenia Chirurgów Polskich[potrzebny przypis]
- 2007 – Medal Olgierda Cecila Zienkiewicza, Polskie Towarzystwo Metod Komputerowych Mechaniki, Politechnika Krakowska[19][21]
- 2010 – Medal „Plus ratio quam vis” dla upamiętnienia 600-lecia odnowienia UJ przez Św. Jadwigę królową i króla Władysława Jagiełłę, otrzymał w 1997 r. Ojciec Święty Jan Paweł II[22][23]
- 2011 – Kapitana Wrony (Lądowanie bez podwozia)[19]
- 2014 – TRYPTYK, poświęcony Janowi Pawłowi II, stworzony na wystawę w Zamku Królewskim w Warszawie[19][24]

## Tablice pamiątkowe
- 1983 – Eugeniusza Kwiatkowskiego oraz kompozycja monumentalna poświęcona Bohaterom AK, na fasadzie bazyliki M. B. Królowej Polski, Stalowa Wola[25][26][27]
- 1986 – Marszałka Józefa Piłsudskiego na Dworcu Głównym w Krakowie (całkowita rekonstrukcja ze zdjęcia tablicy zniszczonej przez Niemców podczas II woj. św.)[28]
- 2012 – Dwie tablice z okazji Rocznicy 100-lecia urodzin Jerzego Turowicza, Kraków[29][19][30]

## Nagrody
- I-sza Nagroda w Konkursie Rzeźbiarskim BRERA
- Główna Nagroda na Międzynarodowym Sympozjum Rzeźbiarskim, Ryga, Łotwa
- 1973 – Grand Prix i Medal „Rzeźba Roku”[31]
- I-sza Nagroda w ogólnopolskim konkursie na Medal Uniwersytetu Jagiellońskiego, Krakow'95 (pierwszy egzemplarz srebrny wręczono Królowej Angielskiej Elżbiecie II a medal srebrny pozłacany Janowi Pawłowi II w czasie Jego wizyty w UJ w roku 1997)
- I-sza Nagroda i realizacja LOGO Pielgrzymki Jana Pawła II, Kraków '97
- Realizacja tablicy dla Fundacji Kościuszkowskiej z USA w Collegium Novum, Kraków, 2002

## Prace w zbiorach
- Muzeum Monet i Medali Jana Pawła II w Częstochowie[32]
- Muzeum Puszkina w Moskwie
- Muzeum Sztuki w Łodzi[33]
- Muzeum Dantego w Ravennie
- Zbiory Papieskie w Watykanie
- British Muzeum w Londynie
- Kolekcja Królowej Elżbiety II
- Muzeum Narodowe w Poznaniu (oddział w Rogalinie)